# Tour della nazionale maschile di rugby a 15 di Samoa 2010
Nel 2010 la nazionale samoana di rugby a 15 si è recata per un tour in Giappone ed in Europa.

## Programma

### Giappone
| Arbitro: | Garratt Williamson |

|                                            |           |                                         |
| mete: Holani trasf.: Arlidge c.p.: Arlidge | Marcatori | mete: Fotuali'i trasf.: Lui c.p.: Lui 2 |

### Connacht
Nel secondo match, in Irlanda, contro la selezione provinciale, tradizionalmente più debole, subiscono un'imprevista sconfitta.
| Galway 9 novembre 2010 | Connacht | 26 – 22 | Samoa XV |  |

### Irlanda
Contro un Irlanda ritornata al classico con in campo, O' Gara, O'Driscoll e Strnger, come nei tempi migliori, Samoa resta per tutto il match in partita. È O'Gara a fare la differenza per gli Irlandesi.
| Arbitro: | Keith Brown |

| |           |                                                                        |
| 1' c.p. O'Gara (3-0) 18' meta Heaslip trasf. O'Gara (10-0) 30' c.p. O' Gara (13-7) 65' meta e trasf O'Gara (20-10) | Marcatori | (10-7) 21' meta Tuilagi trasf. P.Williams (13-10) 54' c.p. P. Williams |

### Inghilterra
Anche contro l'Inghilterra, Samoa subisce un onorevole sconfitta contro un'Inghilterra reduce dal netto successo sull'Australia. Addirittura i polinesiani si erano portati in vantaggio ad inizio del secondo tempo
| Arbitro: | Peter Fitzgibbon |

| |           |                                                                             |
| 16' e 26' c.p. Flood (6-3) 47' meta Banahan traf. Flood (13-8) 52' 70' c.p. Flood (19-8) 72' meta Croft traf. Flood (26-8) | Marcatori | (0-3) 3' c.p. PB Williams (6-8) '41' meta PB Williams (26-13) 79' meta Otto |

### Scozia
Anche nell'ultima match, Samoa si comporta molto bene. Ad Aberdeen contro la Scozia, i Samoani cedono proprio allo scadere, una partita equilibratissima.
| Arbitro: | Steve Walsh |

| |           |                                                                             |
| 2' c.p. Parks (3-0) 14' meta Walker trasf. Parks (10-7) 29' c.p. Parks (13-7) 79' c.p. R.Jackson (19-16) | Marcatori | (3-7) meta Fotuali'i trasf. P. Williams (13-16) 36' 41' 55' c.p. P.Williams |